# Cristina Castaño
Cristina Castaño Gómez (Vilalba, 30 ottobre 1978) è un'attrice spagnola.

## Biografia
Si fece notare in Galizia nel 2000 grazie al suo ruolo di Paula Barreiro nella serie della Televisión de Galicia Pratos combinados. Nel 1999 ha lavorato a fianco di Concha Velasco nella recita teatrale Las manzanas del viernes. Nel 2000 ha avuto l'opportunità di unirsi al cast di un'altra serie, questa volta a livello nazionale, chiamata Al salir de clase.
Successivamente è comparsa in alcuni cameo in serie nazionali e ha avuto piccoli ruoli in film e progetti teatrali. In campo musicale si è esibita a un concerto dal vivo con Carlos Núñez, e rappresentò la Spagna al Festival di Viña del Mar del 2001 con Elvira Prado. Nel 2005 è tornata alla TVG per recitare in un'altra serie, 4º sen ascensor (in galiziano, quarto [piano] senza ascensore).
Dal 2006 ha lavorato nel musical Fame, con oltre 600 spettacoli in tutta la Spagna. È stata membro del cast della serie di Telecinco La que se avecina nel ruolo di Judith Becker, una psicologa che dà terapia a tutti i vicini del suo condominio, Mirador de Montepinar. È apparsa dalla terza stagione fino alla nona. Nel 2018 è protagonista nella serie televisiva spagnola Cuerpo de élite e dal 2019 ha interpretato la potente imprenditrice Macarena Medina de Solís nella serie Toy Boy.

## Filmografia
- Sin rodeos, regia di Santiago Segura (2018)
- Matrimonio a punti, regia di Sebastián De Caro (2022)